# Poggetti Vecchi
Poggetti Vecchi è un sito archeologico nel comune di Grosseto dove sono stati ritrovati reperti risalenti a 170 000 anni dal presente.

## Scoperta
Nel 2012, durante la costruzione di una piscina termale in località Poggetti Vecchi, sono venuti alla luce una successione stratificata di sette unità con assemblaggi di ossa, utensili in legno e pietra e ossa fossili, in eccezionale stato di conservazione grazie alla presenza della sorgente termale, in gran parte appartenenti all'elefante dalle zanne dritte Palaeoloxodon antiquus.

## Descrizione
Il sito è datato radiometricamente a circa 170 000 anni dal presente, per cui si ipotizza che i manufatti litici sono stati creati dai Neanderthal. I più rilevanti sono i bastoni di legno, realizzati in bosso (Buxus sempervirens), ritrovati in associazione le ossa di elefante, che ne dimostra l'uso come strumento per la macellazione degli animali.
I bastoni erano lunghi più di 1 metro, arrotondati a un'estremità e appuntiti all'altra. Sono stati parzialmente carbonizzati, forse per ridurre la fatica di raschiare il bosso. Gli utensili in legno hanno le dimensioni e le caratteristiche dei bastoni da scavo, che sono abbastanza comunemente usati dalle popolazioni di raccoglitori umani. I bastoni Poggetti Vecchi forniscono quindi una prova dell'uso del fuoco per la lavorazione di utensili in legno da parte di una popolazione neandertaliana primitiva.